# Çatal (ciambella)
Il Çatal è un tipo di ciambella solitamente venduta nei negozi di ciambelle. Viene venduta anche nelle pasticcerie. Si prepara con olio, yogurt, zucchero, sale, aceto, mahleb e farina. Per la guarnizione si utilizzano tuorlo d'uovo, semi di sesamo e semi di cumino nero. Con queste caratteristiche, assomiglia a un bagel a forma di candela.